# Švenčionys
Švenčionys ( escoltar (?·pàg.)) és la capital del districte municipal de Švenčionys (Lituània). Situada a 84 km al nord de Vílnius. A partir de 2011, quan tenia 4963 habitants, al voltant del 17% formaven part de la minoria polonesa a Lituània.

## Història
|  |  |

És una de les ciutats més antigues del Gran Ducat de Lituània, l'assentament va ser un important centre de Nalšia. El Gran Duc Vytautas va construir una església catòlica el 1414. El lloc va tenir un gran creixement entre els segles XIV al XVI, convertint-se en un tribunal local i també posseïa un monestir. Des de 1801 la ciutat va formar part de Rússia i va créixer de manera significativa després de la finalització de la línia de ferrocarril Sant Petersburg - Varsòvia el 1862, però finalment va decaure amb la competència de la ciutat de veuen Švenčionėliai. En el segle xx la ciutat posseïx una Església Ortodoxa i una catòlica.
La ciutat va ser un dels principals centres de la revolta de novembre (1830-1831) de Polònia i Lituània contra l'Imperi Rus. Durant la Primera Guerra Mundial, era el lloc ofensiu alemany conegut com a Sventiany.